# Miopithecus ogouensis
Miopithecus ogouensis là một loài động vật có vú trong họ Cercopithecidae, bộ Linh trưởng. Loài này được Kingdon miêu tả năm 1997.

## Hình ảnh

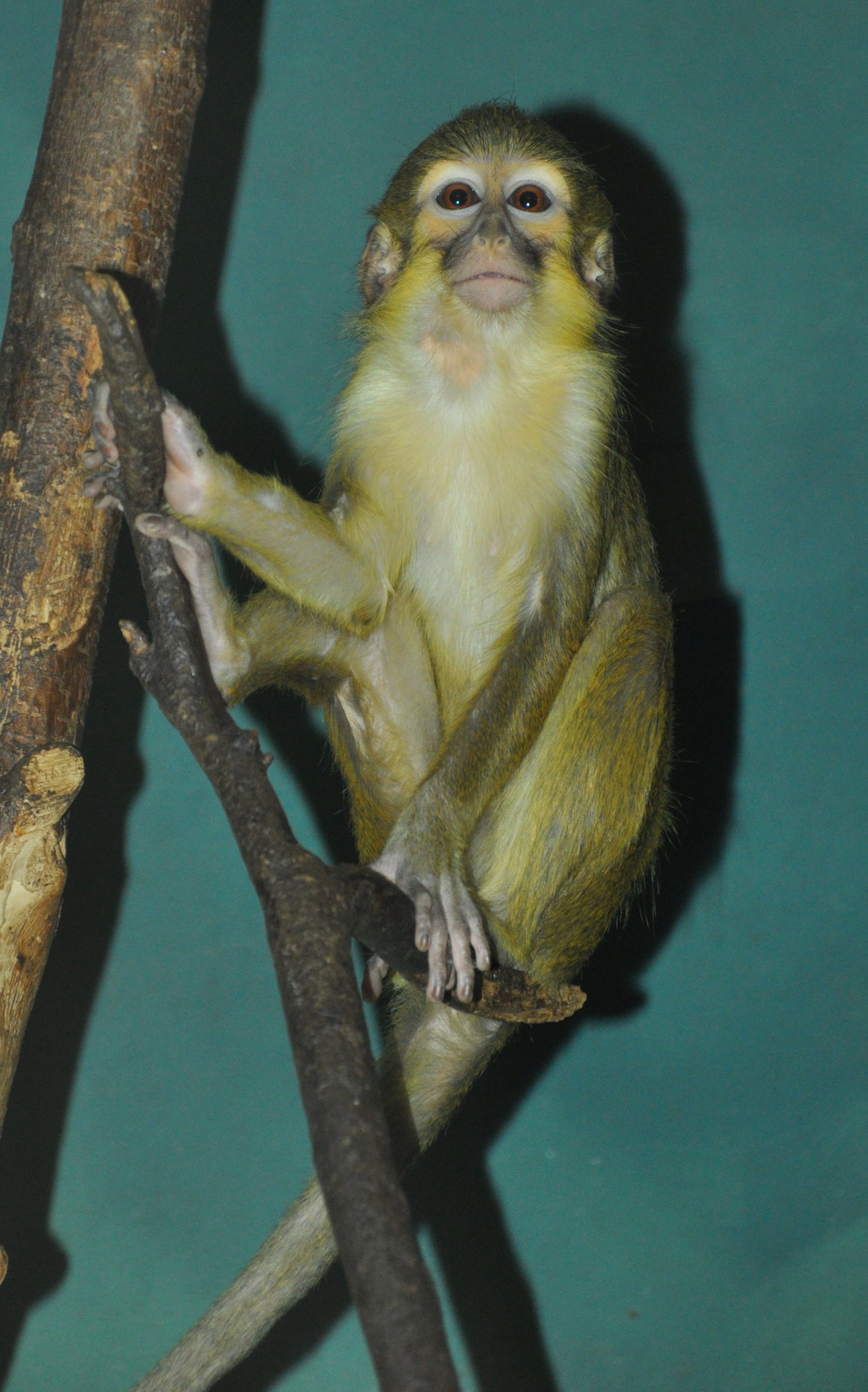
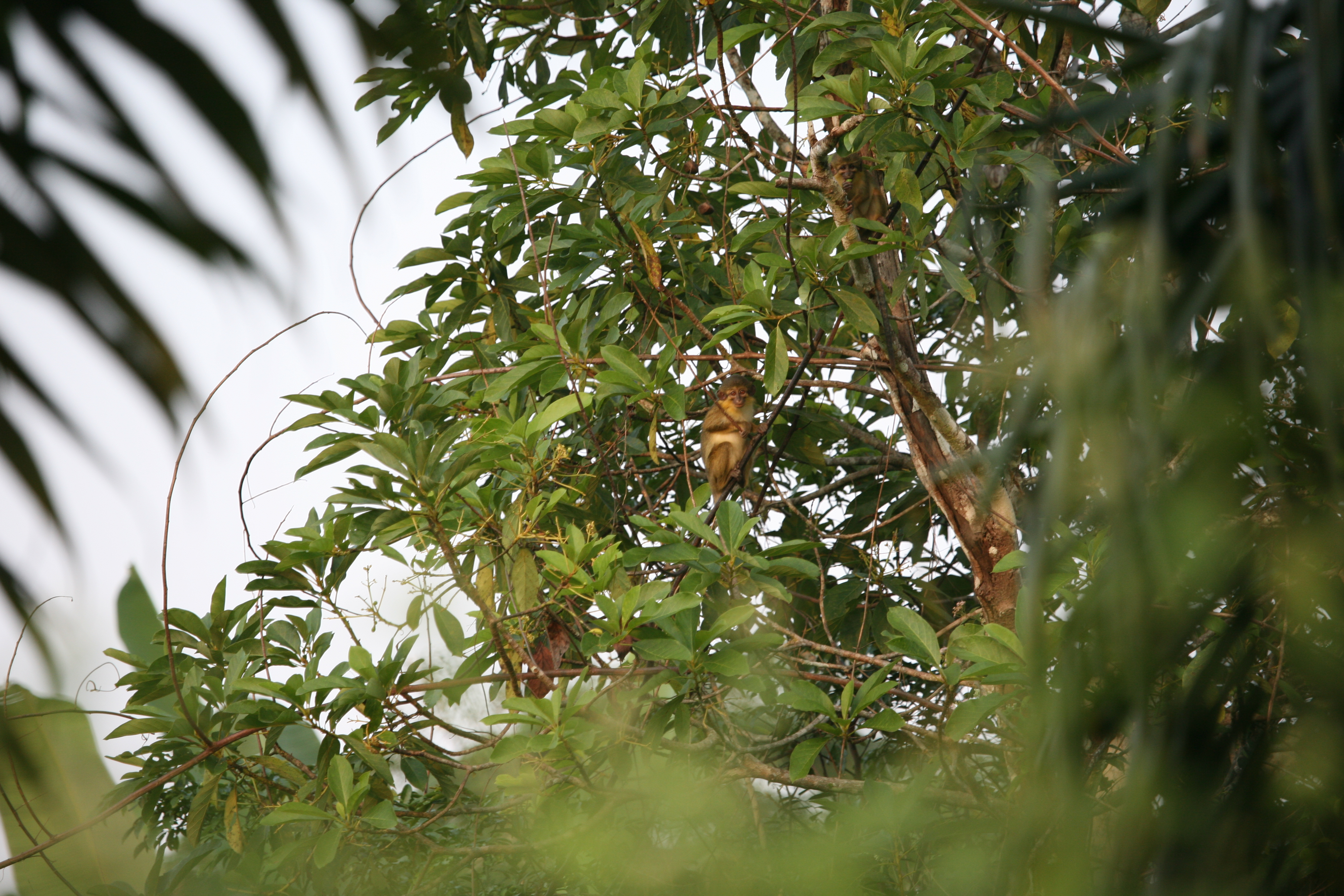
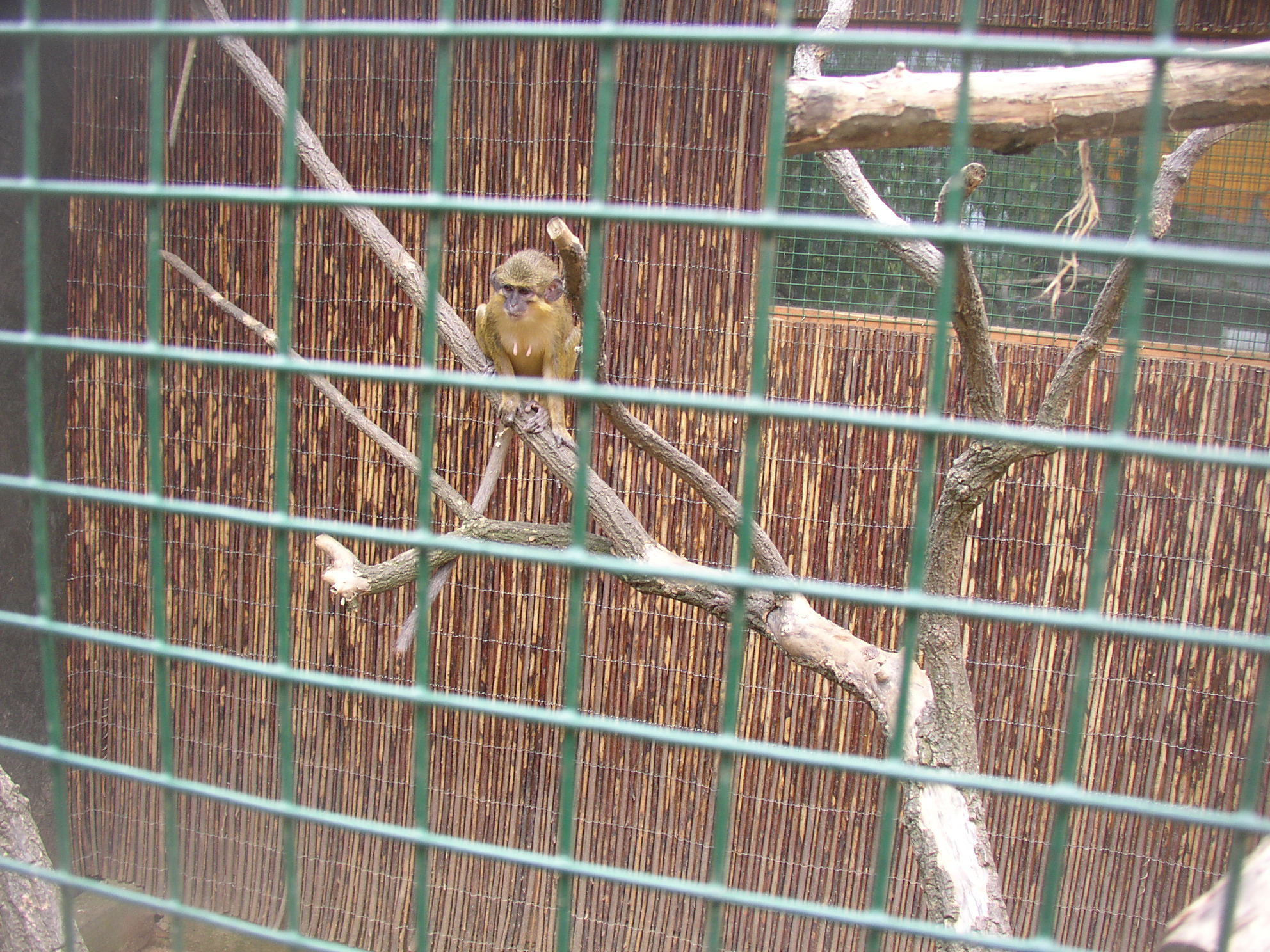